# Вудс-Кросс (Юта)
Вудс-Кросс (англ. Woods Cross) — місто (англ. city) в США, в окрузі Девіс штату Юта. Населення — 11 410 осіб (2020).

## Географія
Вудс-Кросс розташований за координатами 40°52′24″ пн. ш. 111°55′1″ зх. д. / 40.87333° пн. ш. 111.91694° зх. д. (40.873369, -111.917001).  За даними Бюро перепису населення США в 2010 році місто мало площу 10,06 км², з яких 10,04 км² — суходіл та 0,02 км² — водойми.

## Демографія
Згідно з переписом 2010 року, у місті мешкала 9761 особа в 2913 домогосподарствах у складі 2409 родин. Густота населення становила 970 осіб/км².  Було 3034 помешкання (301/км²).
Расовий склад населення:
| - 89,0 % — білих - 1,6 % — азіатів - 1,2 % — вихідців з тихоокеанських островів - 1,1 % — чорних або афроамериканців - 0,5 % — корінних американців - 3,9 % — осіб інших рас |

До двох чи більше рас належало 2,8 %. Частка іспаномовних становила 8,6 % від усіх жителів.
За віковим діапазоном населення розподілялося таким чином: 36,5 % — особи молодші 18 років, 57,8 % — особи у віці 18—64 років, 5,7 % — особи у віці 65 років та старші. Медіана віку мешканця становила 28,0 року. На 100 осіб жіночої статі у місті припадало 102,0 чоловіків;  на 100 жінок у віці від 18 років та старших — 98,6 чоловіків також старших 18 років.
Середній дохід на одне домашнє господарство  становив 74 974 долари США (медіана — 69 814), а середній дохід на одну сім'ю — 79 307 доларів (медіана — 74 524). Медіана доходів становила 51 009 доларів для чоловіків та 36 042 долари для жінок. За межею бідності перебувало 8,8 % осіб, у тому числі 9,6 % дітей у віці до 18 років та 2,3 % осіб у віці 65 років та старших.
Цивільне працевлаштоване населення становило 5507 осіб. Основні галузі зайнятості: освіта, охорона здоров'я та соціальна допомога — 20,4 %, роздрібна торгівля — 16,7 %, мистецтво, розваги та відпочинок — 10,8 %, виробництво — 10,2 %.